# Сходненська (станція метро)
«Сходненська» (рос. Сходненская) — станція Тагансько-Краснопресненської лінії Московського метрополітену, розташована між станціями «Планерна» і «Тушинська» на північному заході Москви. Станція відкрита в 1975 у складі черги «Октябрське поле» — «Планерна».
«Сходненська» — перша односклепінна станція мілкого закладення Москви, побудована після довгої перерви. Її попередниками були станції «Бібліотека імені Леніна» (1935) і «Аеропорт» (1938), що в свою чергу взяли за кшталт станції Паризького метрополітену. Проєкт станції був розроблений одночасно з відновленням інженерами інтересу до конструкцій станцій односклепінного типу, що були впровадженні у проєктах станцій «Площа Мужності» і «Політехнічна» Петербурзького метрополітену. «Сходненська», на відміну від них, успадкувала проєкт мілкого закладення, тому у Москві до кінця 1970-х рр.. з'явився тип односклепінних станцій, що поступово витиснув попереднє покоління, іменоване «сороконіжками».

## Технічна характеристика
Конструкція станції — односклепінна мілкого закладення (глибина закладення — 6 м). Високі колійні стіни, на які спирається майже плоске склепіння. На одному кінці залу є два ескалатори на підйом, на іншому — сходи.

## Колійний розвиток
Станція без колійного розвитку.

## Вестибюлі
Виходи через підземні вестибюлі у підземні переходи до Сходненської вулиці, бульвару Яна Райніса і Хімкинського бульвару. Ніякого відношення до міста/мікрорайону Сходня станція не має.

## Оздоблення
Колійні стіни оздоблені рожевим мармуром «Слюдянка», прикрашені геометричним малюнком з алюмінієвого лиття. Підлога викладена мармуром і гранітом світлих тонів. Стеля станції покрита квадратними плитами, що нагадують «кесони навпаки». Завдяки білому кольору стелі і великій кількості освітлювачів (люмінесцентні лампи), станція виглядає дуже світлою (як відкрита станція вдень) і просторою.

## Пересадки
- Автобуси: 43, 96, 199, 212, 252, 267, 368, 400к, 432, 678, Т, т70, н12;
  - обласні: 472, 492к, 492п, 537к, 873, 878, 971к, 1082, 1208к
- Трамваї: 6